# 天主教達蒙戈教區
天主教達蒙戈教區（拉丁語：Dioecesis Damongoënsis）是加納一個羅馬天主教教區，屬塔馬利總教區。
教區成立於1995年2月3日，位於北部地區西南部，2006年有教友18,404人（佔轄區總人口4.3%）、十一個堂區、卅二名司鐸。現任教區主教為伯多祿·保祿·安基耶。